# Liosphex
Liosphex is een geslacht van vliesvleugeligen binnen de onderfamilie Rhopalosomatidae. Het geslacht werd voor het eerst beschreven door Henry Keith Townes, Jr. in 1977.

## Soorten
Tot het geslacht Liosphex behoren de volgende soorten:
- Liosphex achuar Lohrmann, 2010
- Liosphex atratus Lohrmann, 2010
- Liosphex boreus Lohrmann, 2010
- Liosphex bribri Lohrmann, 2010
- Liosphex darien Lohrmann, 2010
- Liosphex guanabara Lohrmann, 2010
- Liosphex guarani Lohrmann, 2010
- Liosphex longicornis Lohrmann, 2010
- Liosphex maleku Lohrmann, 2010
- Liosphex micropterus Lohrmann, 2010
- Liosphex quechua Lohrmann, 2010
- Liosphex trichopleurum Townes, 1977
- Liosphex tupi Lohrmann, 2010
- Liosphex varius Townes, 1977